# Rosciano
Rosciano község (comune) Olaszország Abruzzo régiójában, Pescara megyében.

## Fekvése
A megye keleti részén fekszik. Határai: Cepagatti, Pianella, Nocciano, Alanno, Manoppello és Chieti.

## Története
A 11. században alapították, amikor területén a longobárdok egy erődöt építettek. A hozzá tartozó Villa Badessa területén a 18. században albán menekültek (arberesek) telepedtek le, akik mai napig megőrizték hagyományaikat. Önálló községgé a 19. század elején vált, amikor a Nápolyi Királyságban felszámolták a feudalizmust. 

## Népessége
A népesség számának alakulása:

## Főbb látnivalói
- Santa Maria del Rosario-templom